# Выставка Великих озёр
Выставка Великих озёр (англ. Great Lakes Exposition, также известна как Всемирная выставка 1936 года) — международная выставка в Кливленде, штат Огайо, в ознаменование столетия присвоению Кливленду статуса города.
Задуманная как способ возрождения Кливленда, сильно пострадавшего от Великой депрессии, она подчеркнула прогресс, достигнутый в районе Великих озёр за последние 100 лет.

## История
Идея проведения выставки принадлежит Фрэнку Райану (Frank J. Ryan) и Линкольну Дики (Lincoln G. Dickey), первому комиссару Кливленда по общественным помещениям. Местный филантроп и миллионер Дадли Блоссом (Dudley S. Blossom), стал председателем общественного комитета по проведению выставки и внес 1,5 миллиона долларов на её реализацию. Экспозиция была создана очень быстро — всего за 80 дней, благодаря наличию рабочей силы со стороны Управления промышленно-строительными работами общественного назначения, и открылась 27 июня 1936 года.
Общая стоимость экспозиции составила 70 миллионов долларов. Выставка привлекла 4 миллиона посетителей в первый сезон и 7 миллионов во втором. Экспозицию быстро разобрали и снесли сразу после её закрытия 26 сентября 1937 года.
В память о выставке была выпущена монета номиналом в полдоллара:

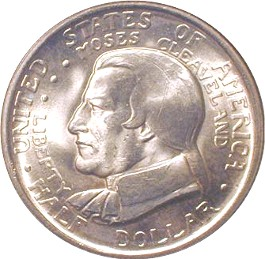
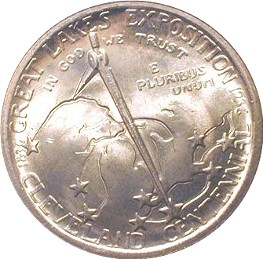